# Rio Bastiões
O Rio Bastiões ou dos Bastiões é um rio brasileiro que banha o estado do Ceará.
É um afluente do rio Cariús, fazendo, portanto, parte da bacia hidrográfica do rio Jaguaribe. Sua foz está localizada no município de Cariús.